# Courtella medleri
Courtella medleri is een vliesvleugelig insect uit de familie vijgenwespen (Agaonidae). De wetenschappelijke naam is voor het eerst geldig gepubliceerd in 1972 door Jacobus Theodorus Wiebes.